# Тіболон
Тіболон (англ. Tibolone), що продається під торговою маркою «Лівіал» — препарат, який використовується в менопаузальній гормональній терапії та лікуванні постменопаузального остеопорозу та ендометріозу. Препарат застосовується самостійно, та не розробляється та не використовується в комбінації з іншими ліками. Препарат застосовується перорально.
Найчастішими побічними ефектами тіболону є гірсутизм та акне. Тіболон є синтетичним стероїдом зі слабкою естрогенною, прогестогенною та андрогенною активністю, і тому є агоністом рецепторів естрогенів, прогестерону та андрогенів. Він є проліками кількох метаболітів. Естрогенні ефекти тіболону можуть демонструвати тканинну селективність у їх розподілі.
Тіболон був розроблений у 1960-х роках, і запроваджений для медичного застосування у 1988 році. Він широко продається по всьому світу, проте препарат недоступний у США.

## Медичне використання
Тіболон використовується для лікування симптомів менопаузи, таких як припливи крові та вагінальна атрофія, постменопаузального остеопорозу та ендометріозу. Він має подібну або більшу ефективність порівняно зі старими препаратами для менопаузальної гормональної терапії, але має схожий профіль побічних ефектів. Препарат також досліджували як можливий засіб для лікування жіночої сексуальної дисфункції.
Тіболон зменшує припливи, запобігає втраті кісткової маси, покращує стан при вагінальній атрофії та урогенітальних симптомах (зокрема, вагінальній сухості, диспареунії), а також позитивно впливає на настрій та сексуальну функцію. Препарат може мати більший вплив на лібідо, ніж стандартна менопаузальна гормональна терапія, що може бути пов'язано з його андрогенними ефектами. При застосуванні препарату спостерігається низька частота вагінальних кровотеч та болю в грудях.
Мережевий метааналіз рандомізованих контрольованих досліджень 2015 року показав, що тіболон був пов'язаний зі значним зниженням ризику раку молочної залози (відносний ризики= 0,317). Зниження ризику було більшим, ніж спостерігалося з більшістю інгібіторів ароматази та селективних модуляторів естрогенових рецепторів, які були включені до аналізу. Однак, як не парадоксально, інші дослідження виявили докази, що підтверджують підвищений ризик раку молочної залози при застосуванні тіболону.

### Доступні форми
Тіболон доступний у формі таблеток для перорального застосування по 2,5 мг. Зазвичай його застосовують один раз на день у дозі 1,25 або 2,5 мг.

## Побічні ефекти
У звіті Агентства з досліджень та якості охорони здоров'я міністерства охорони здоров'я та соціальних служб США за вересень 2009 року зазначено, що тамоксифен, ралоксифен та тіболон, що використовуються для зниження ризику раку молочної залози, значно зменшують виникнення інвазивного раку молочної залози у жінок середнього та старшого віку, але також збільшують ризик побічних ефектів.
Тіболон нечасто може спричинювати андрогенні побічні ефекти, такі як акне та гірсутизм. Такі побічні ефекти спостерігаються у 3–6 % жінок, які отримували лікування препаратом.
У 2016 році було опубліковано Кокранівський огляд короткострокових та довгострокових ефектів тіболону, включаючи його побічні ефекти. Можливі побічні ефекти тиболону включають незаплановані вагінальні кровотечі (коефіцієнт шансів= 2,79; захворюваність на 13–26 % вища, ніж у групі плацебо), підвищений ризик раку молочної залози у жінок з раком молочної залози в анамнезі (коефіцієнт шансів= 1,5), та без раку молочної залози в анамнезі (коефіцієнт шансів= 0,52), підвищений ризик цереброваскулярних подій (інсультів) (коефіцієнт шансів= 1,74) та серцево-судинних подій (коефіцієнт шансів= 1,38), та підвищений ризик раку ендометрію (коефіцієнт шансів= 2,04). Однак більшість цих цифр базуються на доказах дуже низької якості. У більшості досліджень тіболон пов'язують з підвищеним ризиком раку ендометрію.

## Фармакологія

### Фармакодинаміка

Δ4-тіболон, один з активних метаболітів тіболону

Тіболон має складну фармакологію та слабку естрогенну, прогестогенну та андрогенну активність. Тіболон, 3α-гідрокситіболон та 3β-гідрокситіболон діють як агоністи естрогенових рецепторів. Тіболон та його метаболіт δ4-тіболон діють як агоністи рецепторів прогестерону та андрогенів, тоді як 3α-гідрокситіболон та 3β-гідрокситіболон, навпаки, діють як антагоністи цих рецепторів. Порівняно з іншими прогестинами, тіболон, включаючи його метаболіти, був описаний як препарат, що має помірну функціональну антиестрогенну активність (тобто прогестогенну активність), помірну естрогенну активність, високу андрогенну активність та відсутність клінічно значущої глюкокортикоїдної, антиглюкокортикоїдної, мінералокортикоїдної або антимінералокортикоїдної активності. Дозування тиболону, що пригнічує овуляцію, становить 2,5 мг/добу.

### Естрогенна активність
Тіболон та його два основні активні метаболіти, 3α-гідрокситіболон та 3β-гідрокситіболон, діють як потужні, повністю активуючі агоністи естрогенових рецепторів, з більшою тропністю до α-рецепторів. Ці естрогенні метаболіти тіболону мають значно слабшу активність як естрогени, ніж естрадіол (зокрема, мають 3–29 % спорідненості естрадіолу до естрогенових рецепторів), але зустрічаються у відносно високих концентраціях, достатніх для виникнення повноцінних та виражених естрогенних реакцій.
Естрогенні ефекти тіболону демонструють тканинну селективність у їх розподілі, з бажаними ефектами в кістках, мозку та піхві, та відсутністю небажаної дії в матці, молочних залозах та печінці. Виявлення тканинної селективності тіболону теоретично є результатом метаболізму, модуляції ферментів (наприклад, естрогенсульфатази та естрогенсульфотрансферази) та модуляції рецепторів, які варіюють у різних тканинах-мішенях. Ця селективність механістично відрізняється від селективності селективних модуляторів естрогенових рецепторів, таких як тамоксифен, які забезпечують свою тканинну селективність шляхом модуляції естрогенових рецепторів. Таким чином, щоб відрізнити його від селективних модуляторів естрогенових рецепторів, тіболон по-різному описують як «селективний регулятор тканинної естрогенної активності», «селективний модулятор естрогенних ферментів», або «тканиноспецифічний рецептор та внутрішньокринний медіатор». У більш широкому сенсі, тіболон також описують як «селективний регулятор прогестогену, естрогену та андрогену», що має відображати той факт, що він є тканинно-селективним і регулює ефекти не лише естрогенів, а й усіх трьох основних класів статевих гормонів. Хоча спостерігалися ознаки тканинної селективності тіболону, парадоксально, проте цей препарат у клінічних дослідженнях був пов'язаний з підвищеним ризиком раку ендометрію та раку молочної залози.
У 2002 році повідомлялося, що тіболон або його метаболіт δ4-тіболон трансформується в жінок ароматазою в потужний естроген 7α-метилетинілестрадіол, аналогічно трансформації норетистерону в етинілестрадіол. Однак, коли інші дослідники оскаржили ці висновки, виникли суперечки та розбіжності. До 2008 року ці дослідники стверджували, що тіболон не ароматизується у жінок, і що попередні результати виявлення 7α-метилетинілестрадіолу були лише методологічним артефактом. Відповідно, дослідження 2009 року показало, що інгібітор ароматази не впливає на естрогенну активність тіболону або його метаболітів in vitro, на відміну від тестостерону. Крім того, інше дослідження 2009 року показало, що естрогенний вплив тіболону на ожиріння у щурів не вимагає ароматизації (як показано використанням мишей з нокаутом ароматази), що додатково підтверджує те, що 3α-гідрокситіболон та 3β-гідрокситіболон дійсно відповідають за такі ефекти.Ці висновки також узгоджуються з тим фактом, що тіболон на 50 % знижує рівень глобуліну, що зв'язує статеві гормони, у жінок, і не збільшує ризик венозної тромбоемболії (відносний ризик= 0,92), чого не можна було б очікувати, якби препарат утворював потужний, стійкий до метаболізму в печінці естроген, подібний до етинілестрадіолу, у значних кількостях. Для порівняння, було виявлено, що комбіновані оральні контрацептиви, що містять етинілестрадіол, переважно або повністю завдяки естрогенному компоненту, підвищують рівень глобуліну, який зв'язує статеві гормони, на 200—400 %, та збільшують ризик венозної тромбоемболії приблизно в 4 рази (відносний ризие= 4,03).
Незважаючи на вищесказане, інші дослідники, ще у 2011 році, вважали, що тіболон у невеликих кількостях перетворюється на 7α-метилетинілестрадіол. Вони стверджували, що похідні 19-нортестостерону, такі як тіболон, через відсутність метильної групи C19, дійсно не є субстратами класичного ферменту ароматази, а натомість все ще трансформуються у відповідні естрогени іншими монооксигеназами цитохрому P-450. Відповідно, було виявлено, що близько структурно споріднений трестолон (7α-метил-19-нортестостерон або 17α-дезетиніл-δ4-тіболон) мікросомами плаценти людини in vitro трансформується в 7α-метилестрадіол. Також відповідно, значно непропорційніше утворення етинілестрадіолу відбувається при пероральному прийомі норетистерону (і, отже, піддається метаболізму першого проходження в печінці) порівняно з парентеральним, незважаючи на відсутність ароматази в печінці дорослої людини.

### Прогестагенна активність
Тіболон та δ4-тіболон діють як агоністи рецептора прогестерону. Тіболон має низьку спорідненість, що становить 6 % від спорідненості промегестону до рецептора прогестерону, тоді як δ4-тіболон має високу спорідненість, що становить 90 % від спорідненості промегестону до рецептора прогестерону. Незважаючи на високу спорідненість до рецептора прогестерону, δ4-тіболон має лише слабку прогестогенну активність, що становить близько 13 % від активності норетистерону. Слабка прогестогенна активність тіболону може бути недостатньою для повної протидії естрогенній активності тіболону в матці, та може бути причиною підвищеного ризику раку ендометрію, який спостерігався при застосуванні тіболону у жінок у великих когортних дослідженнях.

### Андрогенна активність
Тіболон, головним чином через δ4-тіболон, має андрогенну активність. Хоча сам тіболон має лише близько 6 % спорідненості метриболону до андрогенного рецептора, δ4-тіболон має відносно високу спорідненість, що становить близько 35 % спорідненості метриболону до цього рецептора. При типових клінічних дозах у жінок андрогенні ефекти тіболону слабкі. Однак, порівняно з іншими 19-нортестостероновими прогестинами, андрогенна активність тіболону висока, з ефективністю, порівнянною з тестостероном. Дійсно, андрогенні ефекти тіболону були оцінені як сильніші, ніж у всіх інших широко використовуваних 19-нортестостеронових прогестинів (наприклад, норетистерону, левоноргестрелу та інших).
Вважається, що андрогенні ефекти тіболону пов'язані зі зниженням проліферації клітин молочної залози, зниженням ризику раку молочної залози, покращенням сексуальної функції, менш несприятливими змінами гемостатичних параметрів порівняно з комбінаціями естроген-прогестоген, а також змінами синтезу білка печінки (наприклад, зниження рівня холестерину ЛПВП на 30 %, зниження рівня тригліцеридів на 20 %, та зниження рівня глобуліну, що зв'язує статеві гормони, на 50 %), що спостерігаються при застосуванні тіболону. Вони також відповідають за андрогенні побічні ефекти тіболону, такі як акне та гірсутизм у деяких жінок.

### Інша активність
Тіболон, 3α-гідрокситіболон та 3β-гідрокситіболон діють як антагоністи глюкокортикоїдних та мінералокортикоїдних рецепторів, з перевагою до мінералокортикоїдних рецепторів. Однак їх спорідненість до цих рецепторів низька, і тіболон, як було описано, не має клінічно значущої глюкокортикоїдної, антиглюкокортикоїдної, мінералокортикоїдної або антимінералокортикоїдної активності.

### Фармакокінетика

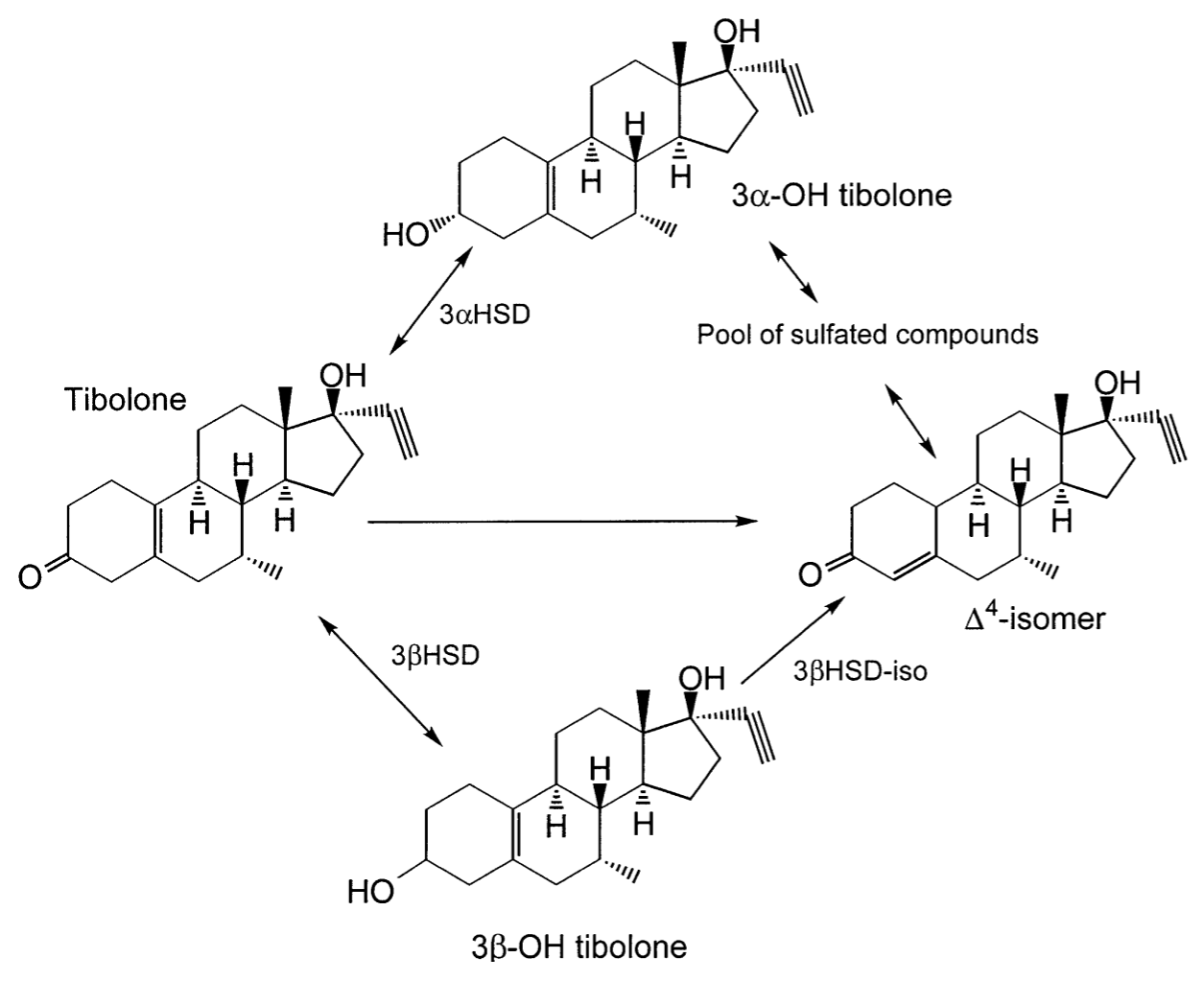
Метаболізм тіболону.

Середня пероральна біодоступність тіболону становить 92 %. Його зв'язування з білками плазми становить 96,3 %. Препарат зв'язується з альбуміном, і як тіболон, так і його метаболіти мають низьку спорідненість до глобуліну, що зв'язує статеві гормони. Тіболон метаболізується в печінці та кишечнику. Тіболон є проліками, і швидко трансформується в кілька метаболітів, включно δ4-тіболон, 3α-гідрокситіболон та 3β-гідрокситіболон, а також сульфатні кон'югати цих метаболітів. 3α-гідрокситіболон утворюється 3α-гідроксистероїддегідрогеназою, 3β-гідрокситиболон утворюється 3β-гідроксистероїддегідрогеназою, δ4-тіболон утворюється Δ5-4-ізомеразою, а сульфатні кон'югати тіболону та його метаболітів утворюються сульфотрансферазами, головним чином SULT2A1. Сульфатні кон'югати можуть бути перетворені назад на вільні стероїди стероїдною сульфатазою. Після одноразового перорального прийому 2,5 мг тіболону пікові рівні тіболону в сироватці крові через 1–2 години становили 1,6 нг/мл, δ4-тіболону — 0,8 нг/мл, 3α-гідрокситіболону — 16,7 нг/мл, а 3β-гідрокситіболону — 3,7 нг/мл. Період напіввиведення тіболону становить 45 годин. Виводиться препарат із організму з сечею на 40 % та з калом на 60 %.

## Хімія
Тіболон, також відомий як 7α-метилноретинодрель, а також 7α-метил-17α-етиніл-19-нор-δ5(10)-тестостерон або 7α-метил-17α-етинілестр-5(10)-ен-17β-ол-3-он, є синтетичним естрановим стероїдом та похідним тестостерону та 19-нортестостерону. Він є більш конкретно похідним норетистерону (17α-етиніл-19-нортестостерон), та є членом естранової підгрупи родини прогестинів 19-нортестостерону. Тіболон є 7α-метильною похідною прогестину норетинодрелю (17α-етиніл-δ5(10)-19-нортестостерону). Іншими стероїдами, спорідненими з тіболоном, є прогестин норгестерон (17α-вініл-δ5(10)-19-нортестостерон) та анаболічні стероїди трестолон (7α-метил-19-нортестостерон) і міболерон (7α,17α-диметил-19-нортестостерон).

## Історія
Тіболон був розроблений у 1960-х роках. Вперше він був представлений у Нідерландах у 1988 році, а згодом у Великій Британії у 1991 році.

## Суспільство та культура

### Назва
Тіболон — генерична назва препарату та його міжнародна непатентована назва, назва у США, Великій Британії, Франції та Японії. Він також відомий під своєю розробницькою кодовою назвою ORG-OD-14.

### Торгові марки
Тіболон продається під торговими марками «Лівіал», «Тібофем» та «Ледібон», та низкою інших.

### Доступність
Тіболон широко використовується в Європейському Союзі, Азії, Австралазії та інших країнах світу, але недоступний у США.

### Правовий статус
Тіболон є речовиною, що контролюється в Канаді згідно із Законом про контрольовані ліки та речовини 1996 року. Згідно з цим законом тіболон класифікується як анаболічний стероїд через його відносно високу активність як агоніста андрогенних рецепторів, і є єдиним похідним норетистерону (17α-етиніл-19-нортестостерону), який так класифікується. Тіболон заборонений Всесвітнім антидопінговим агентством як анаболічний стероїд категорії S1, значною мірою завдяки його перетворенню на метаболіт дельта-4-тіболон, який є потужним андрогеном.